# Cadusii

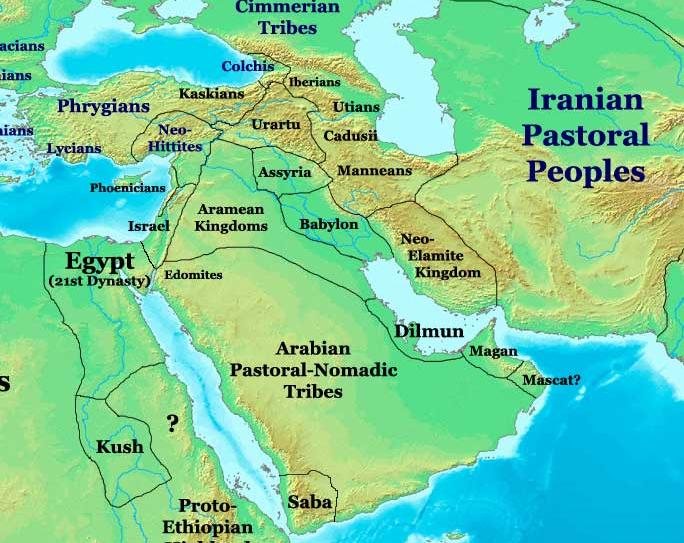
Il Vicino Oriente nel 1000 a.C.

I Cadusii (greco: Καδουσιοι, Kadoúsioi; latino: Cadusii) erano un'antica popolazione iranica che viveva sulle montagne a sud-ovest del Mar Caspio, al confine con l'Atropatene (nella regione dell'odierno Azerbaigian iraniano e Gilan).

## Storia
I Cadusii erano costantemente in guerra con i loro vicini. In primo luogo soggetti agli Assiri, se dobbiamo credere alle fonti dubbie di Diodoro, erano almeno nominalmente soggetti ai Medi fino a quando non si ribellarono al tempo del re medio Arteo. Nella storia di Ctesia (riportata da Diodoro), la guerra iniziò con un insulto del re a un potente persiano, il cui nome era Parsondes. Dopo l'insulto, Parsondes con poca forza rimosse Cadusia e si unì ai governanti locali più potenti, offrendo sua sorella in matrimonio. A questo punto il paese, che era stato soggetto almeno nominalmente alla subordinazione ai Medi, si ribellò e scelse Parsondes come suo generale, elevando il comando del suo esercito. Contro di loro i Medi armarono non meno di ottocentomila uomini (questi sono numeri riportati da Ctesia). Arteo fallì nel suo tentativo di catturare i Cadusii e Parsondes fu trionfalmente eletto re dai vincitori. Parsondes condusse continue incursioni sulla Media durante il suo lungo regno, così come i suoi successori, portando a uno stato di eterna inimicizia e guerra tra i Cadusii e Medi, che continuò fino alla caduta della Media nel 559 a.C..
Alcuni studiosi identificano Arteo con il Deioco di Erodoto, o meglio Daiukku, che fu un importante capo mediano durante l'egemonia assira. Un altro punto interessante di questa storia è che qui Ctesia menziona per la prima volta i Cadusii. Quello che sembra più certo (nella relazione di Nicola di Damasco) è che verso la fine del regno medio i Cadusii ebbero un ruolo importante nella sua caduta alleandosi con i nemici dei Medi, i Persiani.